# Noa Lang
Noa Noëll Lang (* 17. června 1999 Capelle aan de IJssel) je nizozemský profesionální fotbalista, který hraje na pozici křídelníka či útočníka za belgický klub Club Brugge KV a za nizozemský národní tým.

## Klubová kariéra

### Ajax
Lang se dostal do akademie Ajaxu v roce 2013 ve věku 14 let z akademie Feyenoordu. V klubu debutoval 26. září 2018, když o poločase prvního kola KNVB Cupu proti HVV Te Werve vystřídal Davida Nerese. V nizozemské nejvyšší soutěži debutoval 13. března 2019, když v 83. minutě zápasu proti PEC Zwolle vystřídal Lassa Schöneho; o dvě minuty později asistoval na vítěznou branku Daleyho Blinda při výhře 2:1.
Dne 1. prosince 2019 se Lang poprvé objevil v základní sestavě Ajaxu v Eredivisie a trenéru Eriku Ten Hagovi se odvděčil hattrickem do sítě Twente při výhře 5:2. 18. prosince vstřelil Lang i svůj první gól v KNVB Cupu, když ve druhém kole soutěže, proti SC Telstar, otevřel skóre při výhře 4:3.

#### FC Twente (hostování)
V lednu 2020, po příchodu křídelníka Ryana Babela z tureckého Galatasaraye, odešel Lang na půlroční hostování do Twente do konce sezóny. V klubu debutoval 26. ledna při ligové remíze 1:1 s PSV Eindhoven. Své první, a zároveň jediné, branky v dresu Twente se dočkal v následujícím zápase, a to když svým gólem pomohl k výhře 2:0 nad Spartou Rotterdam.

### Club Brugge

#### Sezóna 2020/21 (hostování)
Dne 5. října 2020 odešel Lang na roční hostování s povinnou opcí do belgického Club Brugge KV. V Jupiler Pro League debutoval 17. října při remíze 1:1 se Standardem Liège. O tři dny později odehrál své první utkání v evropských pohárech, když nastoupil na posledních 12 minut utkání základní skupiny Ligy mistrů proti ruskému Zenitu Petrohrad. 24. října vstřelil svoji první branku v dresu Brugg, a to když proměnil penaltu v zápase proti OH Leuven. Lang se prosadil i při výhře 3:0 nad Zenitem Petrohrad v předposledním zápase základní skupiny Ligy mistrů a zajistil tak klubu postup do šestnáctifinále Evropské ligy. V něm narazily Bruggy na ukrajinské Dynamo Kyjev. Kvůli pozitivnímu testu na covid-19 však zápasy vynechat a při jeho nepřítomnosti Bruggy po výsledcích 1:1 a 0:1 byly ze soutěže vyřazeny.
Dne 20. května se Lang střelecky prosadil při remíze 3:3 s Anderlechtem; Bruggy po tomto zápase získaly počtvrté za posledních šest let a celkově posedmnácté ligový titul. Lang odehrál v sezóně 2020/21 za Bruggy 37 utkání, ve kterých vstřelil 17 branek a na dalších 11 přihrál.

## Reprezentační kariéra
Lang, který se narodil v Nizozemsku, je surinamského původu prostřednictvím jeho biologického otce.
Do nizozemské reprezentace byl poprvé nominován v říjnu 2021 na zápasy kvalifikace na Mistrovství světa 2022. Svého reprezentačního debutu se dočkal 8. října 2021 v zápase proti Lotyšsku.

## Statistiky

### Klubové
K 20. březnu 2022
| Klub                | Sezóna  | Liga               | Liga   | Liga | Pohár  | Pohár | Evropské poháry | Evropské poháry | Ostatní | Ostatní | Celkem | Celkem |
| Klub                | Sezóna  | Liga               | Zápasy | Góly | Zápasy | Góly  | Zápasy          | Góly            | Zápasy  | Góly    | Zápasy | Góly   |
| ------------------- | ------- | ------------------ | ------ | ---- | ------ | ----- | --------------- | --------------- | ------- | ------- | ------ | ------ |
| Ajax                | 2018/19 | Eredivisie         | 3      | 0    | 1      | 0     | 0               | 0               | 0       | 0       | 4      | 0      |
| Ajax                | 2019/20 | Eredivisie         | 5      | 3    | 1      | 1     | 3               | 0               | 0       | 0       | 9      | 4      |
| Ajax                | 2020/21 | Eredivisie         | 1      | 0    | —      | —     | —               | —               | —       | —       | 1      | 0      |
| Ajax                | Celkem  | Celkem             | 9      | 3    | 2      | 1     | 3               | 0               | 0       | 0       | 14     | 4      |
| Twente (host.)      | 2019/20 | Eredivisie         | 7      | 1    | —      | —     | —               | —               | —       | —       | 7      | 1      |
| Club Brugge (host.) | 2020/21 | Jupiler Pro League | 29     | 16   | 2      | 0     | 6               | 1               | —       | —       | 37     | 17     |
| Club Brugge         | 2021/22 | Jupiler Pro League | 29     | 6    | 4      | 1     | 6               | 0               | 1       | 1       | 40     | 8      |
| Club Brugge         | Celkem  | Celkem             | 58     | 22   | 6      | 1     | 12              | 1               | 1       | 1       | 77     | 25     |
| Celkem              | Celkem  | Celkem             | 74     | 26   | 8      | 2     | 15              | 1               | 1       | 1       | 98     | 30     |

### Reprezentační
K 13. listopadu 2021
| Nizozemsko | Nizozemsko | Nizozemsko |
| Rok        | Zápasy     | Góly       |
| ---------- | ---------- | ---------- |
| 2021       | 3          | 0          |
| Celkem     | 3          | 0          |

## Ocenění

### Klubová

#### Ajax
- Eredivisie: 2018/19[25]
- KNVB Cup: 2018/19[25]
- Johan Cruyff Shield: 2019[25]

#### Club Brugge
- Jupiler Pro League: 2020/21[26]
- Belgický superpohár: 2021[27]

### Individuální
- Nejlepší mladý hráč Jupiler Pro League: 2020/21[28]